# Кагава, Манао
Манао Кагава (яп. 香川愛生 Кагава Манао, родилась 16 апреля 1993) — профессиональная сёгистка (4-й женский дан), ученица Осаму Накамуры 9 дана.
- 2005—2006: Чемпионка женского любительского рюо.
- 2005: 4-е место в турнире III Международного форума сёги[1]
- 2006: Чемпионка всеяпонского турнира средней школы по сёги.
- 2007: Поступила в Сёрэйкай.
- 2008: В возрасте 15 лет получила профессиональный статус и 2-й женский кю (Икусэйкай), став на тот момент самой молодой из всех профессиональных сёгисток (до неё таковой была Кана Сатоми).
- 2010: 4 кю Сёрэйкай
- 2011: Вышла из Сёрэйкай.
- 2012: 1 женский дан.
- 2013: Чемпионка дзёрю-осё (в финальном матче победила Кану Сатоми со счётом 2—1)[2], 3 женский дан[3].
- 2014: Защитила свой титул дзёрю-осё против Итиё Симидзу со счётом 2—1[4].
- 2021: 4 женский дан

По стилю — игрок смещённой ладьи.